# 米基爾·阿米朗
米格爾·安赫尔·阿米朗·雷哈拉（西班牙語：Miguel Ángel Almirón Rejala；1994年2月10日—）出生於巴拉圭亞松森（Asunción），是一名足球運動員，司職進攻中場，目前正效力美國職業足球大聯盟球會阿特蘭大聯及巴拉圭國家足球隊。他在2015年完成了自己的成年組國家隊首秀。

## 榮譽

### 俱樂部
波特諾山丘
- 巴拉圭足球甲級聯賽冠軍: 2013秋季, 2015春季

拉魯斯
- 阿根廷足球甲級聯賽: 2016
- 二百周年杯: 2016

亞特蘭大聯
- 美職盃: 2018

### 個人
- 巴拉圭足球先生（ABC Color 投票）：2017、2018年[1]
- 巴拉圭足球先生（公眾投票）：2017年[1]